# Olivier Sarr
Olivier Sarr (ur. 20 lutego 1999 w Niort) – francuski koszykarz, występujący na pozycji środkowego, obecnie zawodnik Oklahoma City Thunder oraz zespołu G-League – Oklahoma City Blue.
W 2021 reprezentował Memphis Grizzlies podczas rozgrywek letniej ligi NBA w Las Vegas.
21 lutego 2022 zawarł umowę z Oklahoma City Thunder na występy zarówno w NBA, jak i zespole G-League – Oklahoma City Blue. 6 kwietnia 2022 opuścił klub. 11 lutego 2023 podpisał kolejna umowę z Oklahoma City Thunder na występy w NBA i G-League.

## Osiągnięcia
Stan na 15 lutego 2023, na podstawie, o ile nie zaznaczono inaczej.
NCAA
- Zaliczony do:
  - I składu:
    - All-ACC Academic (2019)
    - turnieju Wooden Legacy (2020)
    - Southeastern Conference First-Year Academic Honor Roll (2021)
    - SEC Community Service (2021)

  - III składu All-ACC (2020)
- 2. miejsce w głosowaniu na największy postęp roku konferencji Atlantic Coast (ACC – 2020)
- Zawodnik tygodnia ACC (2.12.2019, 2.03.2020)

Reprezentacja
- Uczestnik mistrzostw:
  - świata U–17 (2016 – 6. miejsce)
  - Europy U–18 (2017 – 6. miejsce)